# شطرنج صيني
شيانغ تشي (Xiangqi)(بالصينية: 象棋)، تعرف أيضًا باسم الشطرنج الصيني هي لعبة ألواح إستراتيجية صينية يشارك فيها لاعبان. وهي واحدة من أشهر ألعاب الألواح في الصين، ومن نفس عائلة الشطرنج الغربي وتشاتورانجا وشوجي والشطرنج الهندي وجيانجي. وإضافة إلى الصين والمناطق التي يسكنها جماعات عرقية صينية، تشتهر شيانغ تشي (cờ tướng) أيضًا كلعبة تسلية مشهورة في فيتنام.
وتمثل هذه اللعبة معركة بين جيشين يهدفان إلى أسر قائد جيش العدو (الملك). ومن بين السمات التي تتميز بها شيانغ تشي المدفع (باو) الذي لا يأسر إلا بالقفز، والقاعدة التي تمنع القواد من موجهة بعضهم بعضا بصورة مباشرة، والأماكن المسماة النهر والقصر التي تحد من حركة بعض القطع، ووضع القطع على نقاط تقاطع خطوط اللوح وليس داخل المربعات.
وكلمة شيانغ تشي تعني «لعبة الفيل»، إشارة إلى الأفيال:
象 شيانغ تعني «فيل» وهو رسم تصويري للفيل،
棋 تشي تعني «لعبة».

## قواعد اللعبة

### اللوح

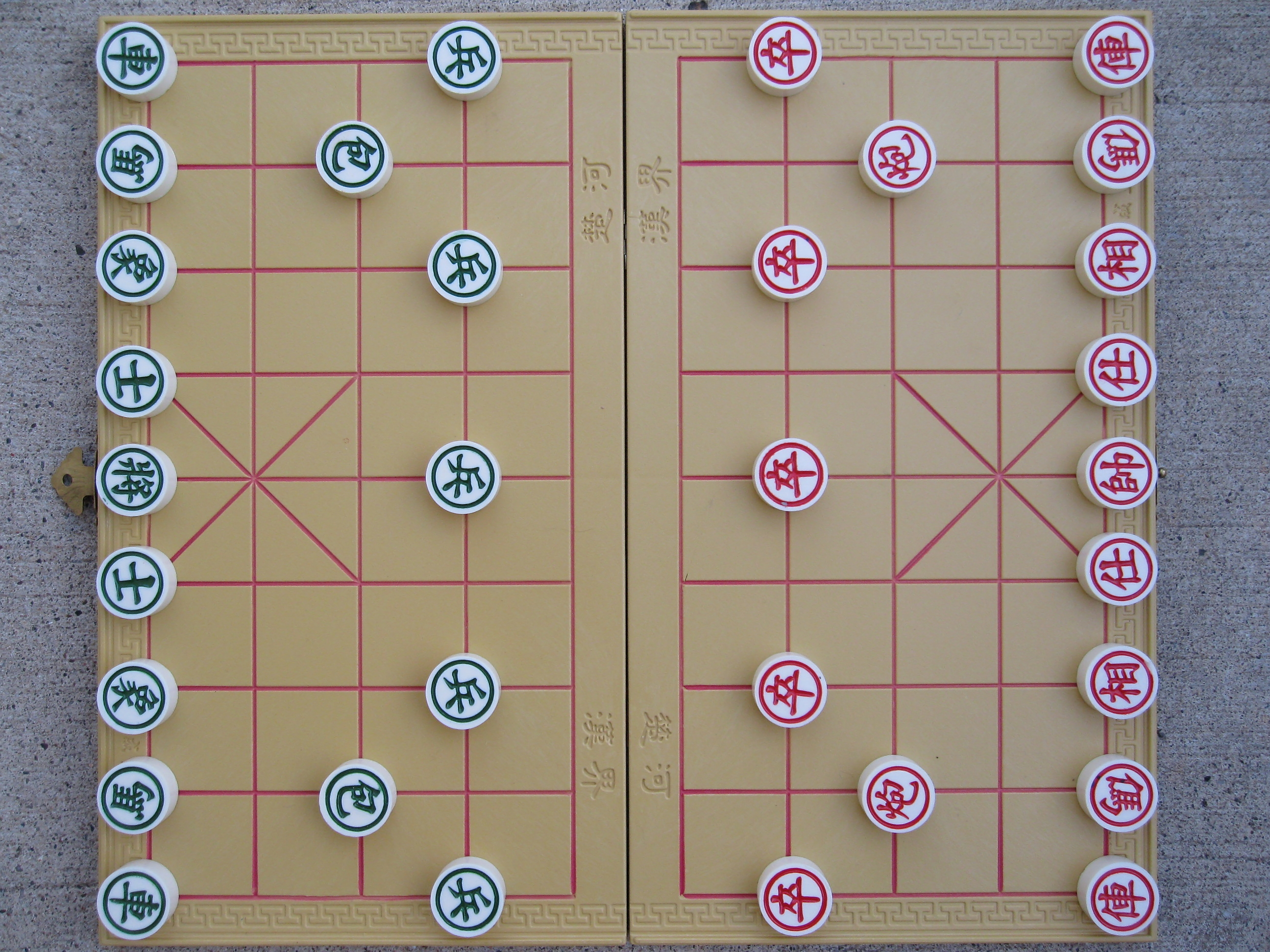
لوح لعبة شيانغ تشي وقطعها

تُلعب شيانغ تشي على لوح به 9 خطوط عرضًا و10 خطوط طولاً. يتحرك اللاعب بطريقة تشبه لعبة غو (ويتشي 圍棋)، على التقاطعات التي تعرف باسم النقاط. وتعرف الخطوط الرأسية باسم صفوف بينما تعرف الخطوط الأفقية باسم درجات.
توجد في منتصف الدرجات الأولى وحتى الثالثة من اللوحة منطقة مربعة ونفس الشيء في منطقة اللاعب المنافس. ومنطقة النقاط الثلاث مخططة بخطوط مزدوجة تربط الركنين المتقابلين وتتقاطع في المنتصف. تُعرف هذه المنطقة باسم  القصر أو الحصن.
والفاصل بين الجانبين المتقابلين (بين الدرجة الخامسة والسادسة) هو النهر. وغالبًا ما يعلم النهر بعبارة 楚河  وتعني "نهر تشو" و漢界 (في الصينية التقليدية)  وتعني "حدود هان" إشارة إلى حرب تشو هان (Chu-Han War). ورغم أن النهر يقدم حاجزًا بصريًا بين الجانبين، لا يتأثر بوجوده إلا القلة القليلة من القطع: يحظى "الجندي" بتحرك معزز بعد عبور هذا النهر، بينما لا تستطيع "الفيلة عبور هذا النهر.
ودائما ما تُعلّم نقاط بدء تحرك الجنود والمدفعية بصلبان صغيرة، ولكن لا تُعلم جميع الألواح بهذه العلامات.